# Galeopsomyia glypta
Galeopsomyia glypta is een vliesvleugelig insect uit de familie Eulophidae. De wetenschappelijke naam is voor het eerst geldig gepubliceerd in 2011 door Perioto, Costa & Lara.